# Elixane Lechemiová
Elixane Lechemiová (nepřechýleně: Lechemia, * 3. září 1991 Villeurbanne) je francouzská profesionální tenistka hrající levou rukou. Ve své dosavadní kariéře na okruhu WTA Tour vyhrála jeden deblový turnaj. V sérii WTA 125 vybojovala jednu deblovou trofej. V rámci okruhu ITF získala čtyři tituly ve dvouhře a patnáct ve čtyřhře.
Na žebříčku WTA byla ve dvouhře nejvýše klasifikována v dubnu 2017 na 343. místě a ve čtyřhře v březnu 2022 na 65. místě. Trénuje ji Yannick Hesse.

## Tenisová kariéra
V rámci okruhu ITF debutovala v září 2007, když na turnaji v Limoges dotovaném 10 tisíci dolary postoupila z kvalifikace. V úvodním kole dvouhry podlehla další francouzské kvalifikantce Magalii Girardové. Premiérový titul v této úrovni tenisu vybojovala během září 2009 na portugalské desetitisícovce v Espinhu, kde s Caroline Garciaovou ovládla čtyřhru. První singlovou trofej získala o rok později v Lleidě. Ve finále katalánské desetitisícovky porazila nejvýše nasazenou Maročanku Nadiu Lalamiovou z páté světové stovky.
Na grandslamu debutovala ženským deblem French Open 2019, do něhož obdržela s krajankou Estelle Cascinovou divokou kartu. V úvodním kole však nenašly recept na Španělky Martínezovou Sánchezovou se Sorribesovou Tormovou. Odehrála tím první utkání na okruhu WTA Tour. Ani v dalších čtyřech ročnících nepostoupila z úvodního kola čtyřhry Roland Garros. Na túře WTA si poprvé mimo grandslam zahrála ve čtyřhře úvodního ročníku Lyon Open 2020. S Jessikou Ponchetovou postoupily do čtvrtfinále přes krajanky Chloé Paquetovou s Pauline Parmentierovou, čímž vyhrála první zápas na okruhu WTA Tour.
Debutovou finálovou účast na túře WTA proměnila v titul, když s Američankou Ingrid Neelovou zdolaly ve finále bogotského Copa Colsanitas 2021 rumunsko-německé turnajové dvojky Mihaelu Buzărnescuovou a Annu-Lenu Friedsamovou po dvousetovém průběhu. Podruhé se do souboje o titul probojovala s další zástupkyní amerického tenisu Quinn Gleasonovou na srpnovém Livesport Prague Open 2023. V něm však nestačily na japonsko-gruzínský pár Nao Hibinová a Oxana Kalašnikovová.

## Finále na okruhu WTA Tour

### Čtyřhra: 2 (1–1)
| Legenda            |
| ------------------ |
| Grand Slam (0)     |
| Turnaj mistryň (0) |
| WTA 1000 (0)       |
| WTA 500 (0)        |
| WTA 250 (1–1)      |

| Stav       | č. | datum      | turnaj           | kategorie | povrch | spoluhráčka      | soupeřky ve finále                          | výsledek              |
| ---------- | -- | ---------- | ---------------- | --------- | ------ | ---------------- | ------------------------------------------- | --------------------- |
| Vítězka    | 1. | duben 2021 | Bogota, Kolumbie | WTA 250   | antuka | Ingrid Neelová   | Mihaela Buzărnescuová Anna-Lena Friedsamová | 6–3, 6–4              |
| Finalistka | 1. | srpen 2023 | Praha, Česko     | WTA 250   | tvrdý  | Quinn Gleasonová | Nao Hibinová Oxana Kalašnikovová            | 7–6(9–7), 5–7, [3–10] |

## Finále série WTA 125
| Legenda                  |
| ------------------------ |
| D – dvouhra; Č – čtyřhra |
| WTA 125 (1–3 Č)          |

### Čtyřhra: 4 (1–3)
| Stav       | č. | datum         | turnaj                      | povrch | spoluhráčka                | soupeřky ve finále                 | výsledek              |
| ---------- | -- | ------------- | --------------------------- | ------ | -------------------------- | ---------------------------------- | --------------------- |
| Finalistka | 1. | listopad 2022 | Montevideo, Uruguay         | antuka | Quinn Gleasonová           | Ingrid Martinsová Luisa Stefaniová | 5–7, 7–6(8–6), [6–10] |
| Vítězka    | 1. | srpen 2023    | Grodzisk Mazowiecki, Polsko | tvrdý  | Katarzyna Kawaová          | Naiktha Bainsová Maia Lumsdenová   | 6–3, 6–4              |
| Finalistka | 2. | září 2023     | Bari, Itálie                | antuka | Valentini Grammatikopoulou | Katarzyna Kawaová Anna Sisková     | 1–6, 2–6              |
| Finalistka | 3. | květen 2024   | Parma, Itálie               | antuka | Ingrid Martinsová          | Anna Danilinová Irina Chromačovová | 1–6, 2–6              |

## Tituly na okruhu ITF
| Dotace turnajů okruhu ITF | Dotace turnajů okruhu ITF |
| ------------------------- | ------------------------- |
| 100 000 $ tournaments     | 80 000 $ tournaments      |
| 60 000 $ tournaments      | 25 000 $ tournaments      |
| 15 000 $ tournaments      | 10 000 $ tournaments      |

### Dvouhra (4 tituly)
| Č. | datum       | turnaj                           | povrch    | poražená finalistka | výsledek      |
| -- | ----------- | -------------------------------- | --------- | ------------------- | ------------- |
| 1. | září 2010   | Lleida, Španělsko                | antuka    | Nadia Lalamiová     | 7–6(3), 6–1   |
| 2. | květen 2016 | Antalya, Turecko                 | tvrdý     | Yuliana Lizarazová  | 6–3, 3–6, 6–4 |
| 3. | září 2016   | Pétange, Lucembursko             | tvrdý (h) | Magali Kempenová    | 6–3, 6–0      |
| 4. | říjen 2016  | Loughborough, Spojené království | tvrdý (h) | Petra Krejsová      | 7–5, 6–1      |

### Čtyřhra (15 titulů)
| Č.  | datum         | turnaj                  | povrch    | spoluhráčka          | poražené finalistky                          | výsledek             |
| --- | ------------- | ----------------------- | --------- | -------------------- | -------------------------------------------- | -------------------- |
| 1.  | září 2009     | Espinho, Portugalsko    | antuka    | Caroline Garciaová   | Mišel Ochremčuková Morgane Ponsová           | 7–5, 6–1             |
| 2.  | listopad 2009 | Équeurdreville, Francie | tvrdý (h) | Constance Sibilleová | Elica Kostovová Kinnie Laisnéová             | 6–4, 6–2             |
| 3.  | srpen 2010    | Innsbruck, Rakousko     | antuka    | Victoria Larrièreová | Xenia Knollová Amra Sadikovićová             | bez boje             |
| 4.  | listopad 2016 | Solarino, Itálie        | koberec   | Mathilde Armitanová  | Deborah Chiesaová Maria Masiniová            | 7–5, 6–1             |
| 5.  | březen 2018   | Mâcon, Francie          | tvrdý     | Mathilde Armitanová  | Manon Arcangioliová Diāna Marcinkēvičová     | 6–1, 3–6, [10–8]     |
| 6.  | červen 2018   | Montpellier, Francie    | antuka    | Alice Raméová        | Carolina Alvesová Martina Colmegnová         | 6–7(5), 6–2, [10–6]  |
| 7.  | červen 2018   | Périgueux, Francie      | antuka    | Eleni Kordolaimiová  | Cristina Bucșová María Herazo Gonzálezová    | 6–4, 3–6, [11–9]     |
| 8.  | červenec 2018 | Setúbal, Portugal       | tvrdý     | Mathilde Armitanová  | Tereza Mihalíková Julia Terzijská            | 6–7(5), 6–3, [13–11] |
| 9.  | listopad 2018 | Nantes, Francie         | tvrdý (h) | Estelle Cascinová    | Akgul Amanmuradovová Alina Siličová          | 7–5, 6–4             |
| 10. | únor 2019     | Grenoble, Francie       | tvrdý (h) | Estelle Cascinová    | Andreea Mituová Elena-Gabriela Ruseová       | 6–2, 6–2             |
| 11. | březen 2019   | Gonesse, Francie        | antuka    | Mathilde Armitanová  | Tayisiya Mordergerová Yana Mordergerová      | 7–6(1), 7–5          |
| 12. | duben 2019    | Calvi, Francie          | tvrdý     | Estelle Cascinová    | Jekatěrina Kazionovová Linnéa Malmqvistová   | 6–3, 6–2             |
| 13. | duben 2019    | Pula, Itálie            | antuka    | Manon Arcangioliová  | Viktorija Kanová Anna Morginová              | bez boje             |
| 14. | únor 2020     | Grenoble, Francie       | tvrdý (h) | Amandine Hesseová    | Samantha Murray Sharanová Julia Wachaczyková | 6–3, 4–6, [13–11]    |
| 15. | září 2022     | Praha, Česko            | antuka    | Julia Lohoffová      | Linda Klimovičová Dominika Šalková           | 7–5, 7–5             |